# فتاح 2 (صاروخ فرط صوتي)
فتاح 2: هو صاروخ باليستي  فرط صوتي إيراني الصنع. ينتمي لفئة الأسلحة فرط الصوتية الإنزلاقية. وهو النسخة الثانية من الصاروخ الفرط صوتي الباليستي فتاح، والذي يُعَد أول صاروخ باليستي إيراني  فرط صوتي تفوق سرعته سرعة الصوت. أُعلن عنه يوم الأحد 19 نوفمبر 2023م. يبلغ المدى المعلن للصاروخ 1400 كيلومتر، ويقطع مسافة 5.1 كيلومتر في الثانية، بسرعة تصل إلى 15 ماخ، أي إنه أسرع من الصوت بـ 15 مرة. وهو قادر على أن يتخطى كافة منظومات الدروع الصاروخية. 

## الإعلان الرسمي
أعلنت القوة الجو فضائية التابعة لحرس الثورة في جمهورية إيران عن صاروخ فتاح 2 الفرط الصوتي لأول مرة، يوم الأحد 19 تشرين الثاني/ نوفمبر 2023م.

## الخصائص
يُحمَل صاروخ فتاح 2 إلى الفضاء عن طريق قفزة تفوق سرعتها سرعة الصوت. والحديث يدور عن مكون يهدف للتغلب على أنظمة دفاعية مثل حيتس، من خلال الدمج بين السرعة العالية وقدرة المناورة. الصاروخ الباليستي العادي يتم إطلاقه إلى الفضاء في مسار شبه مقوس، ثم يخترق الغلاف الجوي بسرعة عالية ولكن في مسار يمكن من خلاله تحديد اعتراض رأسه الحربي والتخطيط له منذ لحظة الإطلاق تقريباً. ان الصاروخ الفرط الصوتي، يتصرف بصورة مختلفة حيث يوجد له هيكل أشبه بالطائرة الصاروخية، وأحياناً هو مزود بمحرك خاص به وأحياناً يواصل طريقه بالسرعة التي أعطته إياها القاذفة التي حملته، وهو قادر على المناورة بعد دخوله الغلاف الجوي، وهو الأمر الذي يصعب تتبعه وإطلاق صواريخ اعتراضية نحوه بالوقت المناسب. وأكد الإيرانيون أن صاروخهم الذي تفوق سرعته سرعة الصوت قادر على الوصول إلى سرعة 15 ماخ، ويقطع مسافة 5.1 كيلومتر في الثانية، ويبلغ مداه 1400 كيلومتر.
تم تزويد الصاروخ الفرط صوتي الإيراني فتاح-2 بمحرك خاص به، وهو قادر للوصول إلى الأهداف تحت الأرض. يصل مدى صاروخ فتاح-2 إلى 1400 كيلومتر. وهذا النوع من الصواريخ الباليستية الإيرانية مزود برأس حربي منزلق يسمى (HGV)، يُعتبَر حديثاً ويختلف هذا النوع من المقذوفات عن الرؤوس الحربية المناورة فقط في تصميمها ومسار طيرانها، وتتراوح سرعته من 5 إلى 20 ماخ، حسب التصميم وقول الشركة المصنعة. وتقوم مقذوفات (HGV) بدلاً من الإرتفاع مثل المقذوفات الباليستية، بالتنقل على إرتفاع أقل بكثير مع إمكانية تغيير إتجاه الهدف بشكل متكرر، ونتيجةً لذلك، تواجه رادارات الإنذار المبكر مشاكل في التعرف عليها. أن هذا الصاروخ يمكن أن يتضمن طريقة لتغيير إتجاه الهجوم اعتماداً على قدرة رأس (HGV) على التنقل، حيث تعود قوة التنقل هذه، بالإضافة إلى وجود محرك منفصل عن محرك الصاروخ، إلى تصميم جسم الرأس الحربي المنزلق.

## ردود أفعال
الاتحاد الأوروبي
أعربت فرنسا وألمانيا وبريطانيا، في بيان مشترك، عن إدانتها لكشف جمهورية إيران مؤخراً عن نسخة جديدة من الصواريخ الباليستية، مؤكدةً التزامها بمحاسبة إيران عن الأنشطة التي قد تؤدي إلى تقويض الاستقرار الإقليمي. وقد أدانت مجموعة الدول الأوروبية الثلاث المتمثلة في فرنسا وألمانيا والمملكة المتحدة عرض إيران في 19 تشرين الثاني/ نوفمبر طرازاً جديداً من القذائف التسيارية.
 إسرائيل
تحدث الإعلام الإسرائيلي عن صاروخ فتاح 2 الفرط صوتي الإيراني وما يشكله من تهديد جديد لإسرائيل والولايات المتحدة الأميركية، كما تطرق الإسرائيليون إلى عدم جدوى العقوبات وفرض الحصار التكنولوجي على إيران.
 إيران
القائد العام للقوات المسلحة الإيرانية:
قال المرشد الأعلى الإيراني، والقائد العام للقوات المسلحة الإيرانية علي خامنئي عقب زيارته إلى معرض إنجازات القوات الجوية التابعة للحرس الثوري في جامعة عاشوراء لعلوم وتكنولوجيا الفضاء وبحضور عدد من مسؤولي الحرس الثوري وعلى رأسهم قائد الحرس الثوري حسين سلامي إن "تحقيق مثل هذه الإنجازات العلمية يعتمد على الدافع المبني على العزيمة والإيمان. أينما دخل شبابنا بالعزم والإيمان، استطاعوا أن يفعلوا أشياء عظيمة، وعلامات العزم والإيمان واضحة في هذا المعرض". وأضاف خامنئي: الميزة الأخرى لمعرض القوة الجوفضائية لحرس الثورة هي الإبتكار. وبطبيعة الحال، لا ينبغي أن نكتفي بمستوى النجاح الحالي، لأن مختلف القطاعات العسكرية والمدنية في العالم تتحرك وتتحسن بشكل مستمر وعلينا أن نحاول ألا نتخلف عن الركب. ووصف خامنئي الحركة والتقدم في القوات المسلحة بأنها سريعة: "في بعض قطاعات البلاد وضعنا جيد جداً، لكن في بعض القطاعات وضعنا ليس جيداً وهناك نقص وعيوب، وفي هذه القطاعات يجب أن نتجه نحو تحديد نقطة الحاجة من خلال تحديد الإحتياجات بشكل صحيح".
وزارة الخارجية الإيرانية:
أكد المتحدث بإسم الخارجية الإيرانية، ناصر كنعاني يوم الجمعة 1 ديسمبر 2023م، أن ما ورد في بيان الدول الأوروبية الثلاث فرنسا وألمانيا وبريطانيا بشأن صاروخ فتاح 2 مضلل ويفتقر إلى أي أساس قانوني وله أهداف ودوافع سياسية محددة. وأكد المتحدث بإسم الخارجية الإيرانية، ناصر كنعاني إنتهاء جميع القيود الصاروخية للجمهورية الإسلامية الإيرانية على مستوى مجلس الأمن ابتداءً من 18 أكتوبر/ تشرين الأول 2023. معتبراً أن المزاعم الواردة في بيان الدول الأوروبية الثلاث غير مقبولة وتفتقر إلى أي أساس قانوني، حسب وكالة تسنيم الدولية للأنباء الإيرانية. وذكر كنعاني أن "تطوير وتعزيز القدرة الصاروخية المتعارف عليها للجمهورية الإسلامية الإيرانية يهدف إلى الردع وعلى أساس الإحتياجات الدفاعية للبلاد"، مؤكداً أن الإتهامات الباطلة لبعض الأطراف لا تؤثر على حقوق الجمهورية الإسلامية الإيرانية وإجراءاتها المشروعة في مجال الدفاع.

## معرض الصور

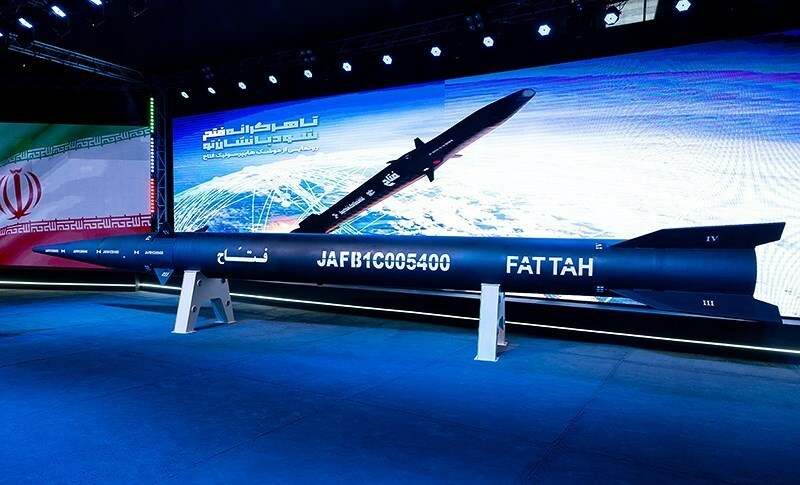
صاروخ فتاح 1 الفرط صوتي في حفل إزاحة الستار عنه يوم 6 يونيو 2023م

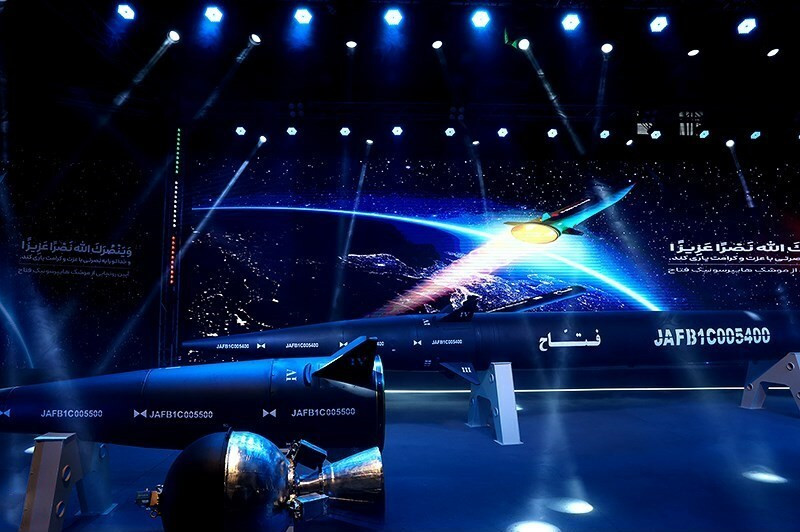
حفل إطلاق صاروخ فتاح 1 الباليستي الفرط صوتي، 6 يونيو 2023م